# Орландо: біографія
«Орландо: біографія» — роман британської письменниці Вірджинії Вулф, уперше опублікований 11 жовтня 1928 року. Натхненний сімейною історією аристократичної письменниці Віти Секвілл-Вест, коханої та близької подруги Вулф, «Орландо» — це історія англійської літератури в сатиричній формі пригод поета, який раптово змінює стать на жіночу й живе століттями, зустрічаючи ключових постатей історії англійської літератури. Книга, яка вважається класикою фемінізму, є об'єктом багатьох досліджень, пов'язаних із жіночою літературою та гендером.

## Історія
ВІрджинія Вулф і Віта Секвілл-Вест входили до Bloomsbury Group, відомої ліберальними поглядами на сексуальність. Між ними почалися сексуальні та романтичні стосунки, які тривали 10 років і довгий час після яких вони продовжували дружбу.
Натхнення «Орландо» Вітою підкреслює сама Вулф, яка записала в щоденнику ідею твору 5 жовтня 1927 року: «І миттєво звичайні захопливі методи приходять у мій розум: біографія, що починається в 1500 році і продовжується до наших днів, називається Орландо: Віта; тільки зі зміною однієї статі на іншу».
Передати історію безперешкодно Вулф не могла: гомосексуальна література в той час не дозволялася. Щоб обійти цю заборону, і була покликана ідея змінити стать дійової особи.
Найджел Ніколсон, син Секвілл-Вест, писав: «Вплив Віти на Вірджинію проявляється в „Орландо“, найдовшому й найчарівнішому любовному листі в літературі, у якому вона досліджує Віту, переплітає її зі століттями, кидає її від однієї статі до іншої, грається з нею, одягає її в хутро, мережива та смарагди, дражнить її, фліртує з нею, скидає навколо неї пелену туману».

## Вплив і визнання
«Орландо» мав успіх, як у критичному, так і у фінансовому плані, і гарантував фінансову стабільність Вулфів. Загалом його сприймали не тільки як високу літературу, а як пліткарський роман про Секвілл-Вест. Однак рецензія на книгу в New York Times визнала важливість твору як експерименту з новими формами літератури.
Назва роману також стала актуальною для жіночого письма загалом, оскільки це один з найвідоміших творів, який безпосередньо розглядає тему статі. Наприклад, проєкт Кембриджського університету з історії жіночого письма на Британських островах був названий на честь цієї книги.
5 листопада 2019 року BBC News внесло «Орландо» у свій список 100 найвпливовіших романів.

## Адаптації
Роман був екранізований та ставився в театрі кілька разів.
У 1981 році Ульріке Оттінгер адаптувала його для свого фільму «Чудовий Орландо».
У 1989 році режисер Роберт Вілсон і письменник Дарріл Пінкні почали співпрацю над театральною постановкою для одного актора. Британська прем'єра відбулася на Единбурзькому фестивалі в 1996 році, головну роль виконала Міранда Річардсон.
Екранізація режисерки Саллі Поттер під простою назвою «Орландо» вийшла на екрани в 1992 році з Тільдою Свінтон у головній ролі.
Прем'єра сценічної адаптації Сари Рул відбулася в Нью-Йорку в 2010 році, а ще одна версія відбулася в лондонському театрі Гарріка у 2022 році з Еммою Коррін у головній ролі та режисером Майклом Грандіджем.
Роман також був адаптований для опери.

## Переклад українською
Уперше роман «Орландо» був перекладений в 2024 році видавництвом «Ще одну сторінку».

## Покликання
- Поронюк О. Б. Функція хронозрушень у романі Вірджинії Вулф «Орландо» // Вісник Львівського університету. Серія: Іноземні мови. 2012. Вип. 20(2). С. 74–81.
- Огляд: Вірджинія Вулф. Орландо // Books Ro.
- 3 книжки Вірджинії Вулф, які потрібно прочитати // Vogue.